# Torsten May
Torsten May, född den 9 oktober 1969 i Glauchau, Tyskland, är en tysk boxare som tog OS-guld i lätt tungviktsboxning 1992 i Barcelona. Året därpå blev han proffsboxare.